# 207585 Lubar
207585 Lubar este un asteroid din centura principală de asteroizi.

## Descriere
207585 Lubar este un asteroid din centura principală de asteroizi. A fost descoperit pe 17 august 2006 la observatorul astronomic din Andrușivka. Asteroidul prezintă o orbită caracterizată de o semiaxă mare de 2,39 ua, o excentricitate de 0,22 și o înclinație de 4,2° în raport cu ecliptica.